# قلعة دودلي
قلعة دودلي (بالإنجليزية: Dudley Castle) هي حصن مدمر في مدينة دودلي في ويست ميدلاندز، إنجلترا.
كانت في الأصل قلعة خشبية بُنيت بعد فترة وجيزة من الغزو النورماندي، وأعيد بناؤها كحصن حجري خلال القرن الثاني عشر ولكن هُدمت لاحقًا بأمر من الملك هنري الثاني. أُعيد بناء القلعة من النصف الثاني من القرن الثالث عشر وبلغت ذروتها عند بناء مجموعة من المباني داخل التحصينات من قبل جون دودلي. لتُهدم التحصينات لاحقاً بأمر من البرلمان خلال الحرب الأهلية الإنجليزية وأحرقت المباني السكنية قرب القلعة عام 1750. وفي القرن التاسع عشر وأوائل القرن العشرين، اُستخدم الموقع للاحتفالات الرسمية. وأنشأت حديقة حيوان دودلي في الوقت الحاضر على أراضيها.

## خلال الحرب الأهلية

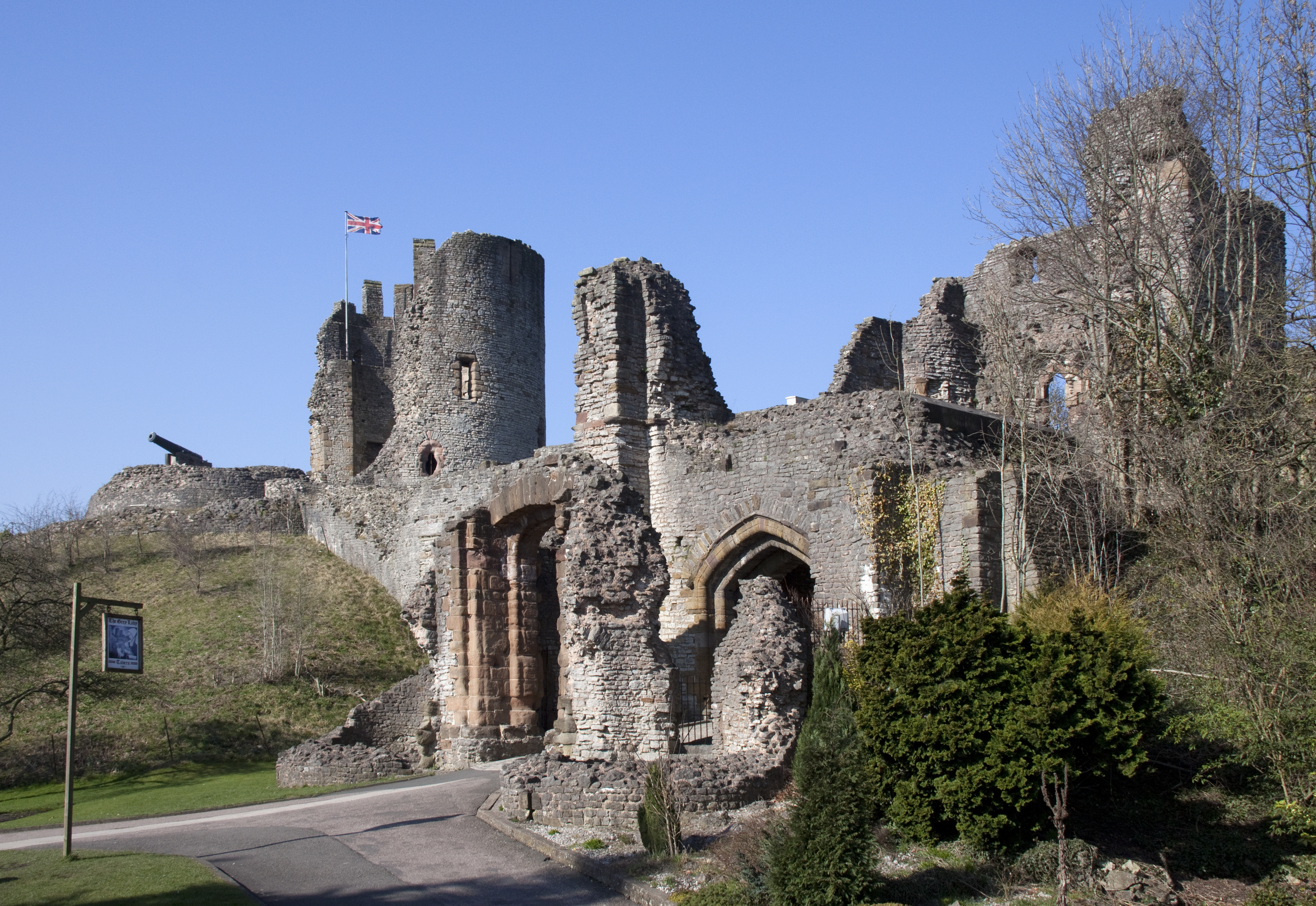
هُدمت القلعة جزئيًا في عام 1646 بأمر من البرلمان.

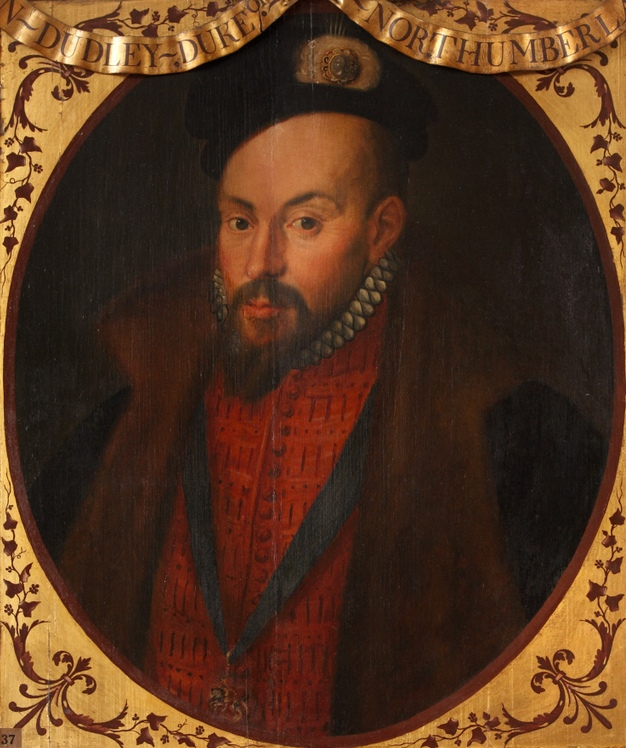
جون دودلي ، دوق نورثمبرلاند الأول

خلال الحرب الأهلية الإنجليزية الأولى، احتفظت القلعة بحامية ملكية بقيادة العقيد توماس ليفيسون، فحاصرتها القوات البرلمانية في عام 1644 وفتحت أخيرًا بقيادة السير ويليام بريريتون في 13 مايو 1646. ثم هُدمت القلعة جزئيًا لمنع استخدامها مرة أخرى. ومع ذلك ، بقيت بعض المباني الصالحة للسكن واستخدمت لاحقًا من حين لآخر من قبل لواردات مدينة دودلي على الرغم من أنهم في فضلوا الإقامة في هيملي هول، على بعد أربعة أميال تقريبًا.

### السنوات الأخيرة والخراب

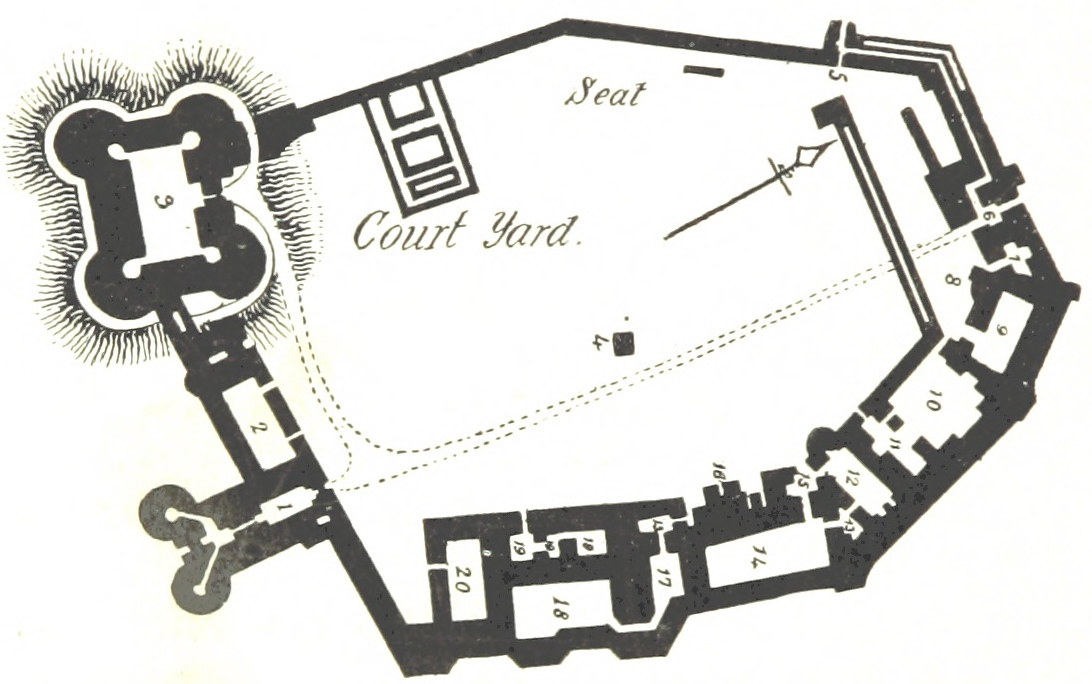
مخطط للقلعة

دُمر الجزء الأكبر من الأجزاء الصالحة للسكن المتبقية في القلعة عام 1750. أعيد بناء الأسوار التي تعلو أحد الأبراج المتبقية وثُبت مدفعين خلال حروب القرم. في القرن التاسع عشر وأوائل القرن العشرين، اُستخدم الموقع للاحتفالات والمواكب الرسمية. وفي عام 1937، عندما أُنشأت حديقة حيوان دودلي، ودُمجت أراضي القلعة في حديقة الحيوان.

## موقع
تقع القلعة على تل في وسط مدينة دودلي مع مدخل مشترك مع حديقة حيوان دودلي. حيث أن التل عبارة نتوء من الحجر الجيري اُستخدم كمقلع حجارة خلال الثورة الصناعية.
على الرغم من أن القلعة تقع وسط مدينة دودلي، لكن كانت تاريخياً تقع داخل حدود مقاطعة سيدجلي - التي كانت جزءًا من ستافوردشاير المجاورة بدلاً من ورشستر كما هو موضح في خرائط كريستوفر ساكستون المرسومة عام 1579 وجون سبيد عام 1610. ولم تُغير الحدود لجعل القلعة تابعة لمدينة دادلي إلا عام 1926، عندما أُعيدت هيكلة الحدود.

## القلعة كموقع سياحي
اُفتتح القلعة كموقع سياحي من قبل الملكة إليزابيث الثانية في يونيو 1994، حيث أحتوى الموقع على كمبيوتريستخدم لعرض محاكاة لما كان يبدو عليهشكل القلعة عام 1550 م، في أول استخدام للكمبيوتر لهذا الغرض.

## قائمة أمراء قلعة دودلي
كانت قلعة دودلي عاصمة لبارون دادلي، والعديد من اللوردات على مدار تاريخها:
- أنسكولف دي بيكيني، جاء مع غزو نورمان وشارك في معركة هاستينغز.
- وليام فيتز أنسكولف، ابنه.
- فولك باغانيل (1100 - 30).
- رالف باغانيل (من 1130 إلى 1150)، ابنه.
- جيرفاس باجانيل (توفي 1194)، ابنه.
- رالف دي سومري الأول (توفي 1210)، أبوه جون دي سومري ووأمه أخت هاويس هو ووريث جيرفاس باغانيل.
- رالف دي سومري الثاني (1193-1216)، الابن البكر لرالف الأول.
- وليام بيرسيفال دي سومري (توفي 1222)، شقيقه.
- نيكولاس دي سومري (توفي 1229)، توفي قاصرًا
- روجر دي سومري الأول (توفي 1225) ، الابن الثالث لرالف الأول.
- روجر دي سومري الثاني (توفي 1272)، ابنه.
- روجر دي سومري الثالث (1254-1291) ابنه.
  - أغنيس دي سومري (توفيت 1309)، أرملته ووصية على ابنها.
- جون دي سومري (1280-1322)، ابنهما.
- جون دي ساتون الأول (توفي 1327).
- جون دي ساتون الثاني (توفي 1360)، ابنه.
  - إيزابيل شيرلتون دي ساتون (توفيت 1397)، أرملته التي حكمت دادلي بالاشتراك مع ابنها.
- جون دي ساتون الثالث (توفي 1369).
- جون دي ساتون الرابع (1360-1391)، ابنه.
- جون دي ساتون الخامس (1380-1406)، ابنه
  - كونستانس دي ساتون (توفيت 1422)، أرملته
- جون ساتون، البارون الأول دادلي 1400-87 ، ابنها.